# Lagrange Points
Lagrange Points — (Точки Лагранжа), дебютний альбом російського інструментального гурту Mooncake, що вийшов на світ 9 травня 2008 року.

## Зміст синглу
1. «Nine Billion Names… (To A. Clarke)» — 6:12
2. «L2» — 1:37
3. «Message From Arecibo» — 5:23
4. «Rain In The Ashtray» — 5:57
5. «L1» — 1:28
6. «444» — 5:29
7. «Novorossiysk 1968» — 5:54
8. «L4» — 1:10
9. «Mandarin» — 7:48
10. «L3» — 1:07
11. «The Horizons» — 8:10
12. «L5» — 1:07
13. «Short Stories Of Methuselah Tree» — 9:21

## Відео
- Message From Arecibo
- Rain In The Ashtray
- 444
- Lagrange Points Promo

## В записі брали участь
- Антон Марченко — бас-гитара
- Евгений Петров — гитара
- Леонид Курашов — барабаны
- Николай Буланов — виолончель
- Павел Смирнов — гитара
- Игорь Павлов — сведение